# Brachyglossina vindicata
Brachyglossina vindicata là một loài bướm đêm trong họ Geometridae.